# فران سيلاك
فران سيلاك (من مواليد 14 يونيو 1929 - 30 نوفمبر 2016) هو رجل كرواتي هرب من الموت سبع مرات، وفاز بعد ذلك باليانصيب في عام 2003، مما دفع الصحفيين إلى وصفه بأنه «أكثر الرجال حظًا في العالم».

## التعرض للموت
بدأ تعرض سيلاك للموت في يناير عام 1962 عندما كان يركب قطارًا عبر وادٍ بارد ممطر، وانفلتت عجلات القطار عن القضبان وتحطم في أحد الأنهار. مات 17 شخص في حادث مؤسف، باستثناء فران الذي سُحب إلى بر الأمان. عانى سيلاك من كسر في الذراع وانخفاض حرارة الجسم. في السنة التالية، خلال رحلته الأولى والوحيدة عبر الطيران، تعرضت الطائرة بشكلٍ مُفاجئ إلى تعطل في المحركات وفتحت أبواب الطائرة بفعل الضغط الذي تعرضت له الطائرة خلال السقوط، فسحب منها فران خارجاً وسقط في كومة قش. تحطمت الطائرة، مما أسفر عن مقتل 19 شخصا. بعد ثلاث سنوات من ذلك، في عام 1966، انزلقت حافلة كان يستقلها من الطريق إلى النهر، مما أغرق أربعة ركاب حتى وفاتهم. باستثناء سيلاك الذي سبح إلى الشاطئ مع بضع جروح وكدمات البسيطة.
في عام 1970 اشتعلت النيران في سيارته أثناء قيادته وتمكن من الهرب قبل انفجار خزان الوقود. بعد ثلاث سنوات، في حادث قيادة آخر، تعرضت سيارته إلى تسريب في الوقود بسبب عيب في مضخة الوقود المعطلة، مما تسبب في اشتعال النار من خلال فتحات التهوية. شعر سيلاك بحروق بسيطة في هذا الحادث، لكنه لم يصب بأذى. في عام 1995، أصيب باصطدام من قبل حافلة في زغرب، لكنه لم يصب سوى بجروح طفيفة. في عام 1996، أثناء قيادته السيارة في طريق جبلي، فوجئ بسيارة نقل مقابلة له تابعة للأمم المتحدة، فقد السيطرة على السيارة وسقط من فوق تلة ارتفاعها 91 متراً، لكنه نجا بعد أن قفز منها وتمسك بشجرة في أول الحافة.

## الفوز اليانصيب
في عام 2003، وبعد يومين من عيد ميلاده الثالث والسبعين، فاز سيلاك بمبلغ 800000 يورو (1,110,000 دولار أمريكي) (702,920 جنيه إسترليني) في اليانصيب. في وقت فوزه، تزوج أيضا للمرة الخامسة. واشترى منزلين وقارب، في عام 2010، قرر منح معظم الأموال المتبقية للأقارب والأصدقاء بعد أن قرر أن يعيش أسلوب حياة مقتصد.